# Martin Mikula
Martin Mikula (* 4. února 1969) je bývalý slovenský fotbalista, záložník.

## Fotbalová kariéra
V české lize hrál za SFC Opava. Nastoupil ve 47 ligových utkáních a dal 1 gól. Ve druhé české lize hrál za FK Mladá Boleslav.

## Ligová bilance
| Ročník                          | Zápasy | Góly | Klub              |
| ------------------------------- | ------ | ---- | ----------------- |
| 1. česká fotbalová liga 1995/96 | 20     | 1    | SFC Opava         |
| 1. česká fotbalová liga 1996/97 | 27     | 0    | SFC Opava         |
| 2. česká fotbalová liga 1999/00 | 19     | 3    | FK Mladá Boleslav |
| CELKEM 1. česká liga            | 47     | 1    |                   |